# CABP5
CABP5 (англ. Calcium binding protein 5) – білок, який кодується однойменним геном, розташованим у людей на довгому плечі 19-ї хромосоми. Довжина поліпептидного ланцюга білка становить 173 амінокислот, а молекулярна маса — 19 826.
| 10         |  | 20         |  | 30         |  | 40         |  | 50         |
| ---------- |  | ---------- |  | ---------- |  | ---------- |  | ---------- |
| MQFPMGPACI |  | FLRKGIAEKQ |  | RERPLGQDEI |  | EELREAFLEF |  | DKDRDGFISC |
| KDLGNLMRTM |  | GYMPTEMELI |  | ELGQQIRMNL |  | GGRVDFDDFV |  | ELMTPKLLAE |
| TAGMIGVQEM |  | RDAFKEFDTN |  | GDGEITLVEL |  | QQAMQRLLGE |  | RLTPREISEV |
| VREADVNGDG |  | TVDFEEFVKM |  | MSR        |  |            |  |            |

A: Аланін

C: Цистеїн

D: Аспарагінова кислота

E: Глутамінова кислота

F: Фенілаланін

G: Гліцин

I: Ізолейцин

K: Лізин

L: Лейцин

M: Метіонін

N: Аспарагін

P: Пролін

Q: Глутамін

R: Аргінін

S: Серин

T: Треонін

V: Валін

Білок має сайт для зв'язування з іонами металів, іоном кальцію. 
Локалізований у цитоплазмі.